# Ada Rybatschuk
Ada Fedoriwna Rybatschuk (ukrainisch Ада Федорівна Рибачук; * 27. Juni 1931 in Kiew, Ukrainische Sozialistische Sowjetrepublik; † 22. September 2010 in Kiew, Ukraine) war eine sowjetisch-ukrainische Malerin, Grafikerin, Bildhauerin, Architektin und Autorin. Sie arbeitete bei vielen Werken mit ihrem Ehemann Wolodymyr Melnytschenko zusammen. Sie schrieb Essays, Drehbücher und Gedichte und einige ihrer Werke wurden ins Polnische, Deutsche, Französische und Englische übersetzt.

## Leben und Werk
Rybatschuk war die Tochter des Personaloffiziers der sowjetischen Armee, Fedir Rybatschuk, der am Krieg teilnahm, während die Familie nach Kasachstan evakuiert wurde. Rybatschuk beendete hier die Grundschule. Von 1945 bis 1950 studierte sie an der Taras Shevchenko Art High School in Kiew und erhielt einen Abschluss mit höchster Auszeichnung und einer Goldmedaille. Sie besuchte dort Vorlesungen von H. Kotliar, L. Rachkovska und V. Denysov. An der Nationalen Akademie der Schönen Künste und Architektur studierte sie dann von 1951 bis 1957 bei Oleksij Schowkunenko.
Zusammen mit anderen Studenten nahm sie 1953 an einem von Sergei Grosh geleiteten Sommerpraktikum in Wylkowe teil, das sich an der Mündung der Donau befindet. Die dort entstandenen Skizzen wurden auf der Studentenausstellung gezeigt, was zu ihrem ersten Kunstauftrag führte, der Erstellung von Illustrationen für Dmitri Mamin-Sibirjaks Buch „Rentiermärchen“.

## Leben und Arbeiten in der Arktis bei dem nomadischen Volk der Nenzen
1954 unternahm sie mit ihrem Ehemann Wolodymyr Melnytschenko ihre erste Reise in den Norden und hielt sich im Mai und Juni am Weißen Meer und im Juli und September auf der Insel Kolgujew auf. Nachdem das Thema ihrer Abschlussarbeit 1953 genehmigt wurde, ging sie zusammen mit Melnytschenko für anderthalb Jahre auf die zweite Expedition in den Norden. Am 10. April 1957 erfolgte mit einjähriger Verspätung die öffentliche Verteidigung der Diplome von ihr und Melnytschenko. Auf ihrer ersten Einzelausstellung im Auditorium des Kunstinstituts stellte sie Gemälde sowie viele Skizzen und mehrere im Norden entstandene Druckserien aus.
Im selben Jahr wurde sie auf dem 6. Weltjugend- und Studentenfestival in Moskau mit einer Silbermedaille ausgezeichnet. Sie wurde 1957 Mitglied der Union der Künstler der UdSSR und drei Jahre später wurde sie in den Künstlerverband der Ukraine aufgenommen.
Von 1957 bis 1959 unternahm sie mit Melnytschenkoihre dritte und längste Reise nach Norden. In dieser Zeit erstellte Rybatschuk Gemälde und Holzschnitte. Zusammen mit Melnytschenko schenkte sie der Stadt Narjan-Mar 118 Kunstwerke, die die Grundlage des ersten Arktischen Kunstmuseums bildeten. 1979 schenkte sie weitere 33 Werke. 1979 eröffnete das Nenets Okrug Museum für lokale Überlieferungen eine Dauerausstellung der Werke von Rybatschuk und Melnytschenko.
Im Jahr 1971 wurde sie vom Moskauer Institut für Geophysik eingeladen, an der Expedition nach Kamtschatka teilzunehmen. Ziel der Expedition war es, Apparate auf dem Awatscha zu testen.

## Gestaltung und Bau der Mauer der Erinnerung

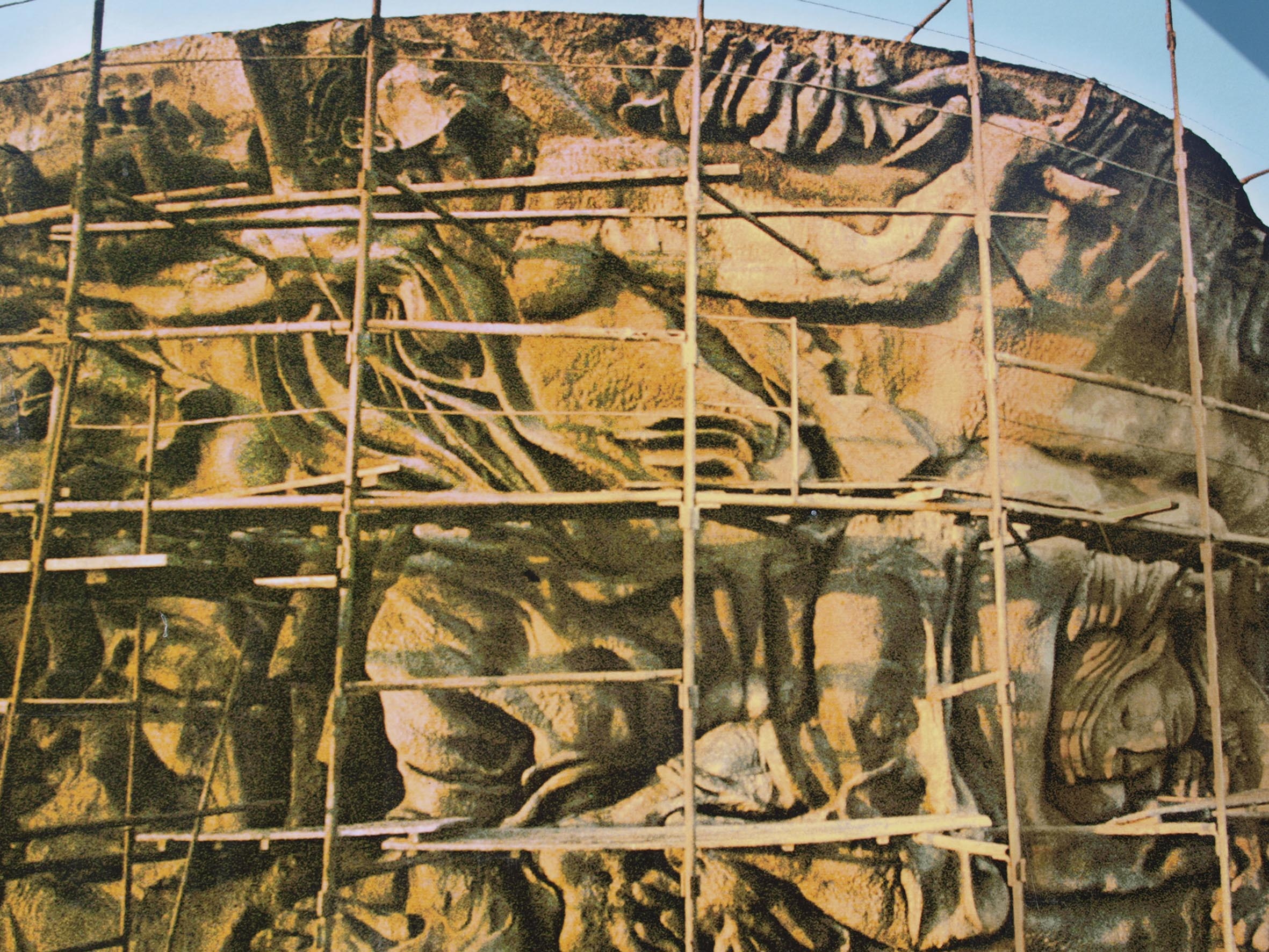
Dreidimensionales Hochrelief der Mauer der Erinnerung

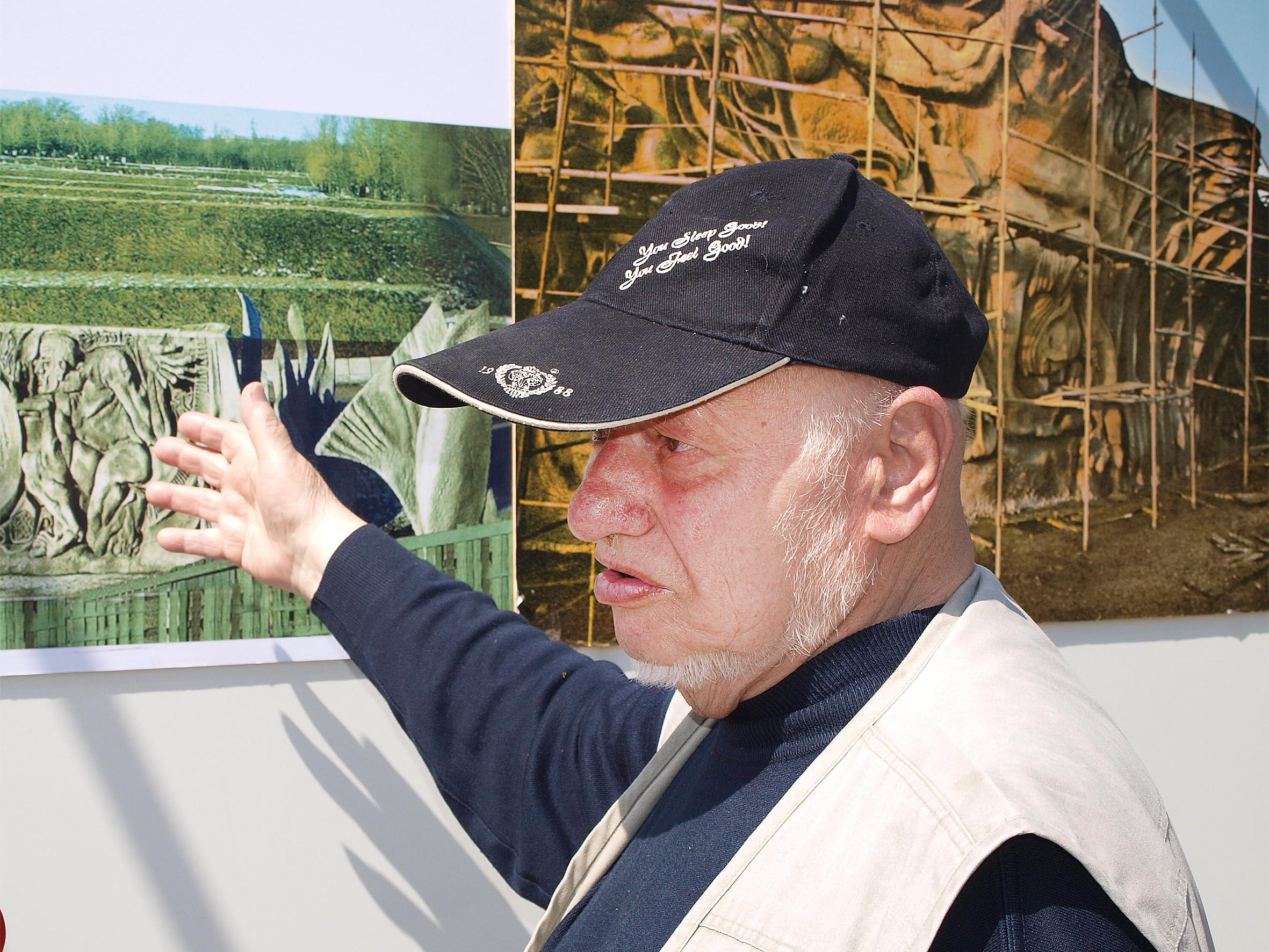
Der Ehemann von Ada Rybatschuk, Wolodymyr Melnytschenko, vor Fotos von der Mauer der Erinnerung

Ab 1960 arbeitete sie mit Melnytschenko im Bereich monumentaler Dekorationskunst, Malerei und Zeichnung. Sie begann 1968 mit den 13 Jahre dauernden Arbeiten am Projekt der architektonischen Lösung des Erinnerungs-Parkes auf dem Baikowe-Friedhof in Kiew. Sie entwickelten eine neue Technologie zur Ausführung monumentaler Reliefs, die in der Herstellung eines speziellen Grabenrahmens bestand, der später mit flüssigem Beton gefüllt wurde. Die Gesamtfläche der Reliefs erreichte 2000 m², die Höhe variierte von 4 bis 14 m und die Länge betrug 213 m. Das Projekt Mauer der Erinnerung, eine Reihe monumentaler einzigartiger Skulpturen sollte die verschiedenen Schlüsseltragödien der Menschheitsgeschichte darstellen. Die monumentale Komposition widmete sich dem Thema Tod und Trauer. Die Wand hatte die Form eines Bandes, auf dem Szenen aus Mythologie und Weltgeschichte wiedergegeben wurden, vom Prometheus-Mythos bis zu den Ereignissen des Zweiten Weltkriegs und der Nachkriegszeit. Diese Mauer sollte das zentrale Element des Parks der Erinnerung sein.

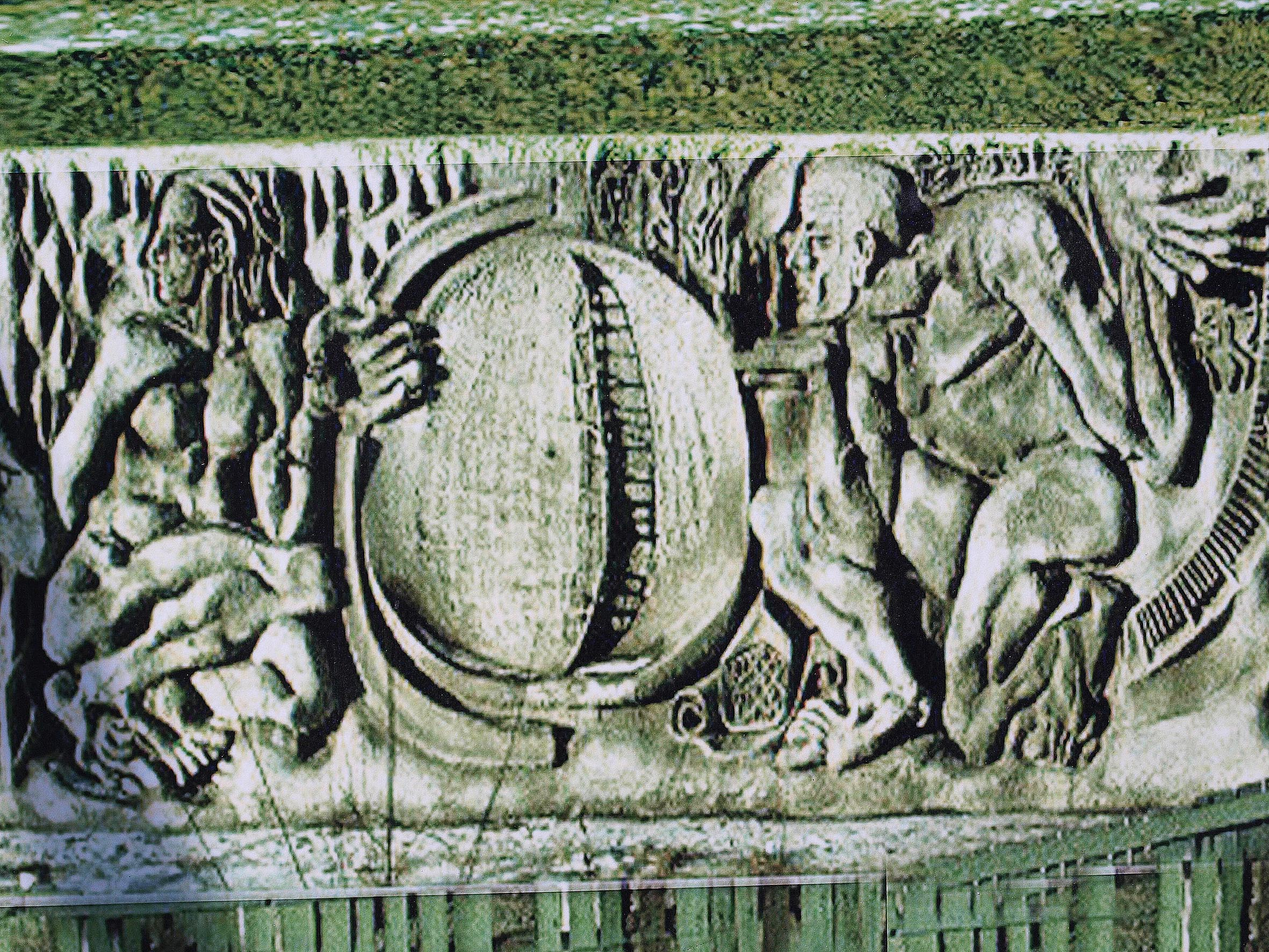
Ein Fragment der Mauer der Erinnerung

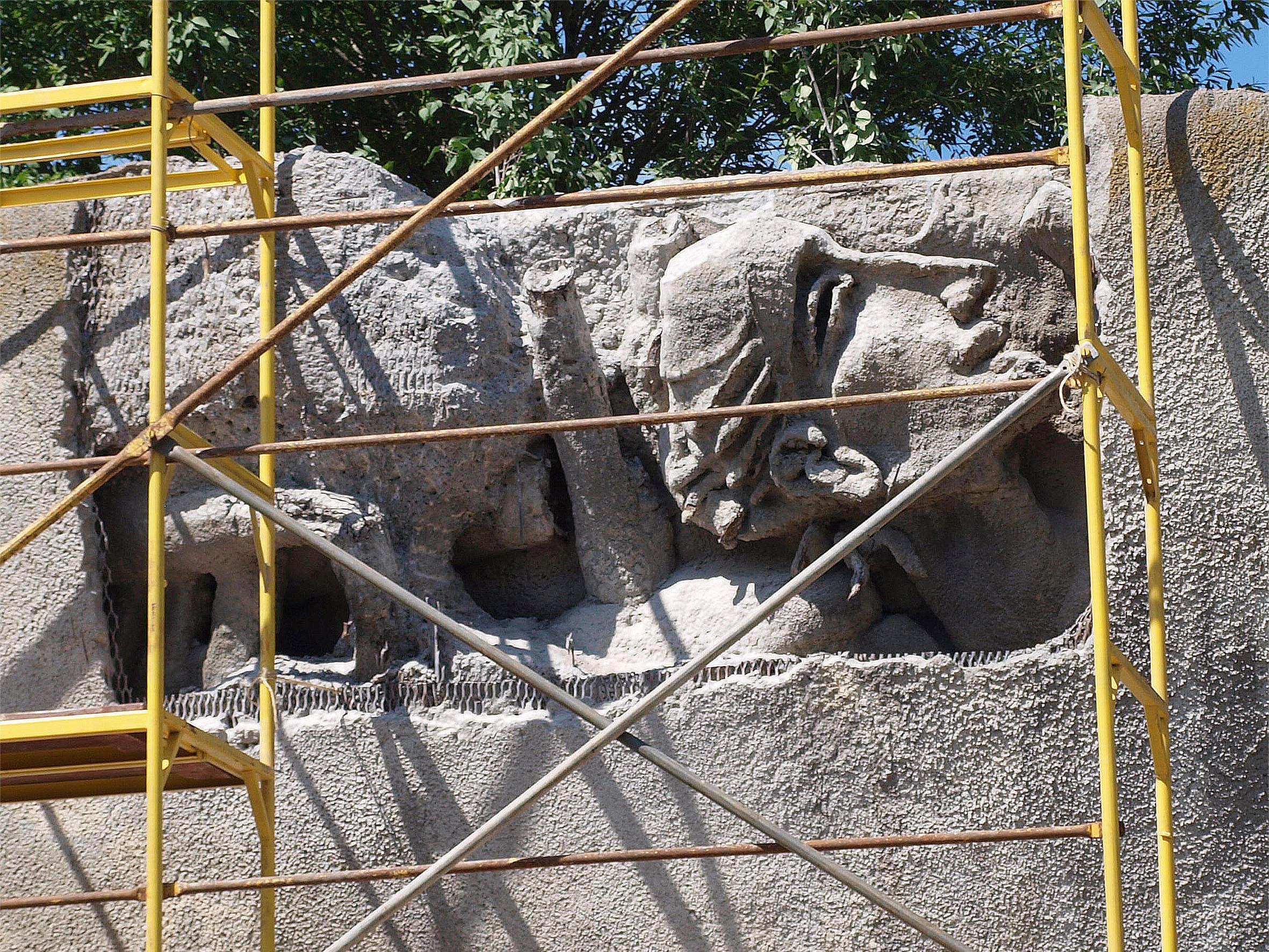
Der erste Versuch, die Mauer der Erinnerung wiederherzustellen, 18. Mai 2018

Anfang 1982 beschlossen die örtlichen Behörden jedoch, die Arbeiten an der Mauer abzubrechen und mehrere hundert Quadratmeter fertiger Skulpturen mit Beton zu begießen.
Der Film von Israel Goldstein war 1988 die erste öffentliche Unterstützung der Künstler, die jahrelang für die Wiederherstellung ihres Langzeitprojekts kämpften.
1990 schrieb Rybatschuk ein Drehbuch für den Film Der Schrei des Vogels, bei dem I. Holstein im ukrainischen Studio für Chronik- und Dokumentarfilme Regie führte.
Rybatschuk starb 2010 in Kiew. 2013 organisierte Melnytschenko eine Ausstellung mit Werken von Rybatschuk an der National Academy of Visual Arts and Architecture in Kiew.
Im Jahr 2021 wurde im Museum der Schönen Künste in Odessa die Ausstellung „Vladimir Melnichenko, Ada Rybachuk. „Wilder Honig“ von Leonid Pervomaisky“ gezeigt. Gezeigt wurden die Illustrationen zu dem Roman von Leonid Perwomajskyj „Wilder Honig“, die Melnytschenko 2020 dem Kunstmuseum Odessa geschenkt hatte.

## Gemeinsame Werke von Ada Rybatschuk und Wolodymyr Melnytschenko (Auswahl)
Alle mit Melnytschenko gemeinsam erstellten Werke, Monumentalwerke, Architektur, Skulpturen und Filme wurden mit dem Kürzel ARVM signiert.
- 1961–1962: Zentraler Busbahnhof in Kiew: Design, Farbskulptur, dekorative und monumentale Arbeiten, Stoffskizzen. Im Jahr 2021 wurden mit 200 Freiwilligen in sechsmonatiger Handarbeit die Mosaike restauriert. Der fast 90-jährige Melnytschenko ermutigte die Helfer, sich selbst einzubringen. Die Mosaike an den Säulen und Wänden wurden dadurch noch mehr Gemeinschaftswerk.[9]
- 1963–1968: Palast der Kinder und Jugend in Kiew: Design, Elemente der Landschaftsgestaltung, Mosaiken.
- 1968: Historischer und archäologischer Park Altes Kiew: Konzept, Projekt.
- 1972: Historisch-archäologischer Komplex „Kontraktova Ploshcha“ in Kiew: Projekt, Konzept, unterirdisches Museum, Plastik.
- 1968–1982: Erinnerungspark. Abschiedshallen. Reliefs der Mauer der Erinnerung in Kiew: Konzept, Projekt, Architekturentwurf, Autorische Ausführung des Masterplans des Komplexes, Abschiedssäle, Erdterrassen des Kolumbariums, Reliefs der Mauer der Erinnerung. Die Reliefs der Mauer der Erinnerung wurden 1982 zerstört.
- 1996: Das Wiederaufbauprojekt des Gedenk- und Festkomplexes Erinnerungspark: Konzept, Generalplan, Restaurierungsprojekt.

## Ausstellungen (Auswahl)
- 1958: Vereinigte Arabische Staaten
- 1957, 1958: Tschechoslowakei
- 1961: Finnland, Ungarn, Jugoslawien
- 1962: Italien
- 1963: Irak
- 1964: Afghanistan
- 1964: MNR
- 1967: Polen
- 1977, 1995: USA
- 1985: Bulgarien
- 1985: Ungarn
- 1986: DDR
- 1993: Norwegen

## Mitgliedschaften
- 1957: Mitglied der Union der Künstler der UdSSR[10]
- 1999: Ehrenmitglied der Union der Kameraleute der Ukraine (Національна спілка кінематографістів України)
- 1998: Ehrenbürgerin von Narjan-Mar
- 1995: Ehrenmitglied der Volksakademie für Kultur und menschliche Werte (USA)